# Malimbus rubricollis
El malimbo cabecirrojo (Malimbus rubricollis) es una especie de ave paseriforme de la familia Ploceidae, propia de la selva tropical africana. 